# 小林豪己
小林 豪己（こばやし ごうき、1998年12月11日 - ）は、日本のプロボクサー。兵庫県加古川市出身。元WBOアジアパシフィックミニマム級王者。真正ボクシングジム所属。

## 人物
相生学院高校卒業後、芦屋大学に入学。なお芦屋大学時代は全日本選手権に出場経験がある。プロキックボクサーの小林愛理奈は妹。

## 来歴
2021年6月6日のプロデビュー戦は6回TKO勝ち。
そして2022年12月4日、大阪府立体育会館第一競技場でWBOアジアパシフィックミニマム級1位のマルコ・ジョン・リメンツォとWBOアジアパシフィック同級王座決定戦を行い、10回3-0（97-92×2、98-91）判定勝ちを収め王座獲得に成功。
2023年5月6日、後楽園ホールでWBOアジアパシフィックミニマム級8位のロスラン・エコとWBOアジアパシフィック同級タイトルマッチを行い、4回34秒TKO勝ちを収め初防衛に成功。
2023年8月5日、神戸市立中央体育館でWBOアジアパシフィックミニマム級6位のジェイク・アンパロとWBOアジアパシフィック同級タイトルマッチを行い、プロ初黒星となる12回0-3（109-117、112-114×2）判定負けを喫し王座から陥落した。
2024年2月3日、後楽園ホールで相生学院高校の1年先輩でWBOアジアパシフィックミニマム級6位の金谷勇利とWBOアジアパシフィック同級王座決定戦を行い、3回2分27秒TKO勝ちを収め王座返り咲きに成功した。試合後のマイクでは同門で2023年12月26日に堤聖也と日本バンタム級タイトルマッチで対戦した後に右硬膜下血腫で意識不明となり前日に死去した穴口一輝のTシャツを掲げ、「昨日の今日なのでいろいろ思うことがあって何も言えないのですけど、一輝にやったぞと報告したいです。これからもっともっと強い選手と戦っていけたらと思う。（前回負けて）何ヶ月も遠ざかった時期もあったけど、続けてきてよかった」と挨拶した。
2024年6月23日、エディオンアリーナ大阪第2競技場でジョセフ・スマボンとWBOアジアパシフィック同級タイトルマッチを行い、10回3-0判定勝ちを収め、初防衛成功。
2025年1月24日、有明アリーナで井上尚弥対金藝俊の前座として元日本ミニマム級王者およびWBOアジアパシフィック同級3位の高田勇仁と対戦するも、3回中にダウンを奪われたこともあり12回1-2（114-113、113-114、111-116）の判定負けを喫し2度目の防衛に失敗、王座から陥落した。

## 戦績
- アマチュアボクシング - 33戦23勝10敗
- プロボクシング - 10戦8勝（5KO）2敗

| 戦           | 日付          | 勝敗 | 時間    | 内容    | 対戦相手                   | 国籍       | 備考                                |
| ------------ | ------------- | ---- | ------- | ------- | -------------------------- | ---------- | ----------------------------------- |
| 1            | 2021年6月6日  | ☆    | 6R 2:52 | TKO     | 木村彪吾（グリーンツダ）   | 日本       | プロデビュー戦                      |
| 2            | 2021年11月6日 | ☆    | 6R      | 判定3-0 | 青木勇人（協栄新宿）       | 日本       |                                     |
| 3            | 2022年3月6日  | ☆    | 1R 2:38 | TKO     | 竹田宙（S&K）              | 日本       |                                     |
| 4            | 2022年9月25日 | ☆    | 2R 2:41 | KO      | クリス・ガノーサ           | フィリピン |                                     |
| 5            | 2022年12月4日 | ☆    | 10R     | 判定3-0 | マルコ・ジョン・リメンツォ | フィリピン | WBOアジア太平洋ミニマム級王座決定戦 |
| 6            | 2023年3月6日  | ☆    | 4R 0:34 | TKO     | ロスラン・エコ             | フィリピン | WBOアジア太平洋防衛1                |
| 7            | 2023年8月5日  | ★    | 12R     | 判定0-3 | ジェイク・アンパロ         | フィリピン | WBOアジア太平洋陥落                 |
| 8            | 2024年2月3日  | ☆    | 3R 2:27 | TKO     | 金谷勇利（金子）           | 日本       | WBOアジア太平洋ミニマム級王座決定戦 |
| 9            | 2024年6月23日 | ☆    | 10R     | 判定3-0 | ジョセフ・スマボン         | フィリピン | WBOアジア太平洋防衛1                |
| 10           | 2025年1月24日 | ★    | 12R     | 判定1-2 | 高田勇仁（ライオンズ）     | 日本       | WBOアジア太平洋陥落                 |
| テンプレート |               |      |         |         |                            |            |                                     |

## 獲得タイトル
- WBOアジアパシフィックミニマム級王座（1期目：防衛1）
- WBOアジアパシフィックミニマム級王座（2期目：防衛1）